# Mahoba (Martap)
Mahoba est un village de la commune de Martap située dans la région de l'Adamaoua  dans le département de la Vina au Cameroun.

## Population
En 1967, Mahoba comptait 154 habitants, principalement Kakka.
Lors du recensement de 2005, 845 personnes y ont été dénombrées dont 425 de sexe masculin et 420 de sexe féminin.